# Liga Leumit 2008/09
Die Liga Leumit 2008/09 war die zehnte Spielzeit als der nur noch zweithöchsten israelischen Fußballliga. Sie begann am 29. August 2008 und endete am 29. Mai 2009.

## Modus
Die zwölf Mannschaften spielten im Verlauf der Saison dreimal gegeneinander. Die Teams, die nach 22 Spielen die ersten sechs Plätze belegten hatten ein Heimspiel mehr als die Teams auf den unteren sechs Plätzen. In dieser Saison stiegen die besten fünf Teams direkt in die Ligat ha’Al 2009/10 auf, da diese auf 16 Vereine aufgestockt wurde, der Sechste konnte über die Relegation aufsteigen. Der Tabellenletzte musste direkt in die drittklassige Liga Alef absteigen, der Vorletzte konnte über die Relegation die Liga halten.

## Vereine
| Verein                   | Stadt           |
| ------------------------ | --------------- |
| Hapoel Akko              | Akkon           |
| Hapoel Be’er Scheva      | Be’er Scheva    |
| Hapoel Haifa             | Haifa           |
| Maccabi Herzlia          | Herzlia         |
| Hapoel Jerusalem         | Jerusalem       |
| Maccabi Ironi Kiryat Ata | Kiryat Ata      |
| Hapoel Kfar Saba         | Kfar Saba       |
| Hapoel Bnei Lod          | Lod             |
| Maccabi Ahi Nazareth     | Nazareth        |
| Hapoel Ra’anana          | Ra’anana        |
| Hapoel Ramat Gan         | Ramat Gan       |
| Hapoel Ironi HaScharon   | Ramat haScharon |

## Abschlusstabelle
| Pl. | Verein                       | Sp. | S  | U  | N  | Tore    | Diff. | Punkte |
| --- | ---------------------------- | --- | -- | -- | -- | ------- | ----- | ------ |
| 1.  | Hapoel Haifa                 | 33  | 17 | 11 | 5  | 044:290 | +15   | 62     |
| 2.  | Hapoel Akko                  | 33  | 17 | 10 | 6  | 050:230 | +27   | 61     |
| 3.  | Hapoel Be’er Scheva          | 33  | 16 | 11 | 6  | 053:350 | +18   | 59     |
| 4.  | Hapoel Ramat Gan             | 33  | 14 | 11 | 8  | 037:310 | +6    | 53     |
| 5.  | Hapoel Ra’anana              | 33  | 15 | 6  | 12 | 036:380 | −2    | 51     |
| 6.  | Maccabi Ahi Nazareth         | 33  | 12 | 9  | 12 | 041:330 | +8    | 45     |
| 7.  | Maccabi Herzlia (A)          | 33  | 10 | 8  | 15 | 034:460 | −12   | 38     |
| 8.  | Hapoel Kfar Saba (A)         | 33  | 8  | 12 | 13 | 034:410 | −7    | 36     |
| 9.  | Hapoel Bnei Lod              | 33  | 8  | 13 | 12 | 035:380 | −3    | 37     |
| 10. | Hapoel Jerusalem (N)         | 33  | 9  | 10 | 14 | 032:400 | −8    | 37     |
| 11. | Hapoel Ironi HaScharon       | 33  | 8  | 12 | 13 | 037:500 | −13   | 36     |
| 12. | Maccabi Ironi Kiryat Ata (N) | 33  | 4  | 7  | 22 | 024:530 | −29   | 19     |

Platzierungskriterien: 1. Punkte – 2. Tordifferenz – 3. Siege – 4. geschossene Tore – 5. Direkter Vergleich (Punkte, Tordifferenz, geschossene Tore) – 6. Play-off-Spiel
| (A) | Absteiger aus der Ligat ha’Al 2007/08 |
| (N) | Neuaufsteiger der letzten Saison      |

## Relegation
Aufstieg
Der Sechste der zweiten Liga spielte gegen den Elften der ersten Liga, Hakoah Amidar Ramat Gan, um den Aufstieg. Maccabi Ahi Nazareth gewann und spielte in der folgenden Saison in der Ligat ha’Al 2009/10. Die Spiele fanden am 2. und 6. Juni 2009 statt.
|                      | Gesamt |                         | Hinspiel | Rückspiel |
| -------------------- | ------ | ----------------------- | -------- | --------- |
| Maccabi Ahi Nazareth | 4:2    | Hakoah Amidar Ramat Gan | 2:1      | 2:1       |

Abstieg
Der Elfte der zweiten Liga spielte gegen den Achten der dritten Liga, Maccabi Kfar Kanna, um den Klassenerhalt. Hapoel Ironi HaScharon gewann und konnte somit die Klasse halten. Die Spiele fanden am 2. und 5. Juni 2009 statt.
|                        | Gesamt |                    | Hinspiel | Rückspiel |
| ---------------------- | ------ | ------------------ | -------- | --------- |
| Hapoel Ironi HaScharon | 3:1    | Maccabi Kfar Kanna | 2:1      | 1:0       |